# اسکورپیونز
اسکورپیونز (به انگلیسی: Scorpions) یک گروه هارد راک آلمانی است که با فروش بیش از ۱۰۰ میلیون آلبوم جایگاه خود را به‌عنوان یکی از موفق‌ترین گروه‌های راک اروپا ثبت کرده‌است. رودولف شنکر (آواز و گیتار الکتریک) این گروه را با حضور کارل-هینز فولمر (گیتار الکتریک)، لوتار هیمبرگ (گیتار بیس) و ولفگانگ دزیونی (درام) در سال ۱۹۶۵ در هانوفر تشکیل داد و سپس در سال ۱۹۶۹ برادر کوچک شنکر به نام مایکل (گیتار الکتریک) و دوست صمیمی‌اش کلاوس ماین (آواز) نیز به گروه پیوستند. در سال ۱۹۷۲ گروه موفق شد اولین آلبومش را با نام «Lonesome Crow» (کلاغ تنها) ضبط کند.

## تاریخچه
رودلف شنکر، گیتاریست ریتم گروه، این گروه را در سال ۱۹۶۵ راه‌اندازی کرد. در ابتدا، این گروه تنها تحت تأثیر رودلف شنکر بود که ووکال را نیز برعهده داشت. در سال ۱۹۷۰، هنگامی که برادر کوچک‌تر شنکر، مایکل و کلاوس ماین به عنوان خواننده به آن‌ها پیوستند، این گروه شکل گرفت و فعالیت خود را ادامه داد. هرچند اسکورپیونز در دهه ۷۰ میلادی نیز شناخته شده بود (مخصوصا در ژاپن)، اما بیش از هر چیز با ترانه‌های «Rock You Like a Hurricane» در سال ۱۹۸۴ و «Wind of Change» در سال ۱۹۹۰ به شهرت رسید.
در اواخر سال ۲۰۰۹ این گروه در وبگاه رسمی خود از انتشار آخرین آلبوم خود با نام «Sting in the Tail» در سال ۲۰۱۰ خبر داد. با انتشار این آلبوم، گروه بعد از انجام توری به دور دنیا در سال ۲۰۱۲ بازنشسته می‌شود.
آن‌ها در سال ۲۰۱۵ به مناسبت سالگرد ۵۰ سالگی گروه آلبومی با نام Return to forever (بازگشت به ابدیت) منتشر کردند.
گروه اسکورپیونز در سال ۲۰۲۰، در پی دنیاگیری کووید-۱۹ تک‌آهنگ جدیدی با نام «نشانهٔ امید» یا «Sign of hope» را در صفحهٔ یوتیوب خود منتشر کرد. آرت وورک این آهنگ، عکسی است از دو دست باز و اطلس نقاشی شدهٔ روی آن.
گروه پس از هفت سال از انتشار آلبوم Return to forever نوزدهمین آلبوم استودیویی خود را به‌نام Rock Believer در ۲۲ فوریه ۲۰۲۲ در بریتانیا و ۲۵ فوریه در جاهای دیگر منتشر کردند. این اولین آلبوم استودیویی گروه با درامر Mikkey Dee است که در سال ۲۰۱۶ جایگزین جیمز کوتاک شد و اولین آلبوم استودیویی آن‌ها در هفت سال پس از بازگشت به همیشه (۲۰۱۵) است که باعث طولانی‌ترین فاصله بین آلبوم‌های استودیویی می‌شود.

## اعضا

### اعضای کنونی
- رودولف شنکر (Rudolf Schenker)
- کلاوس ماین (Klaus Meine)
- ماتیاس یابس (Matthias Jabs)
- میکی دی (Mikkey Dee)
- پاول ماسیودا (Paweł Mąciwoda)

### اعضای پیشین
- کارل-هینز فولمر (Karl-Heinz Vollmer)
- لوتار هیمبرگ (Lothar Heimberg)
- ولفگانگ دزیونی (Wolfgang Dziony)
- مایکل شنکر (Michael Schenker)
- اولریش روت (Ulrich Roth)
- فرانسیس بوخهولس (Francis Buchholz)
- یورگن روزنتال (Jurgen Rosenthal)
- هرمان رربل (Herman Rarebell)
- رالف ریکرمان (Ralph Rieckermann)
- جیمز کوتک (James Kottak)

## آلبوم‌ها
- ۱۹۷۲ - Lonesome Crow
- ۱۹۷۴ - Fly to the Rainbow
- ۱۹۷۶ - In Trance
- ۱۹۷۷ - باکره‌کش
- ۱۹۷۸ - Taken by Force
- ۱۹۷۹ - (Tokyo Tapes (Live
- ۱۹۷۹ - Lovedrive
- ۱۹۸۰ - Animal Magnetism
- ۱۹۸۲ - Blackout
- ۱۹۸۴ - عشق در اولین نیش
- ۱۹۸۵ - (World Wide Live (Live
- ۱۹۸۸ - Savage Amusement
- ۱۹۹۰ - Crazy World
- ۱۹۹۳ - Face the Heat
- ۱۹۹۵ - (Live Bites (Live
- ۱۹۹۶ - Pure Instinct
- ۱۹۹۹ - Eye II Eye
- ۲۰۰۰ - (Moment of Glory (With the Berlin Philharmonic Orchestra
- ۲۰۰۱ - (Acoustica (Unplugged
- ۲۰۰۴ - Unbreakable
- ۲۰۰۷ - humanity hour 1
- ۲۰۱۰ - Sting in the Tail
- ۲۰۱۵ - return to forever
- ۲۰۲۲ - Rock Believer